# 布朗克福爾戰役
布朗克福爾戰役（英語：Battle of Blanquefort），又称灾难日战役（法語：Bataille de la Male Jornade），發生於1450年11月1日，是百年戰爭末期的一場戰役，法軍和英軍在英格蘭控制的加斯科涅公國交戰。
這場戰役中盎格魯-加斯科涅步兵損失慘重，法軍取得了決定性的勝利。這場戰斗是加斯科涅戰役 (1450年-1453年)中的第一場戰役。